# Dänische Luftstreitkräfte
Die Flyvevåbnet (Flugwaffe), in der NATO auf Englisch als Royal Danish Air Force bezeichnet, sind die Luftstreitkräfte des Königreiches Dänemark und die dritte Teilstreitkraft der dänischen Streitkräfte. Sie hat eine Personalstärke von etwa 3000 Aktiven Soldaten und 4500 Reservisten.

## Aufgaben
Die Leitung ihrer Operationen liegt beim Führungskommando (Flyverstaben) in Karup und im übergeordneten logistischen Bereich beim JMTO (Joint Movement and Transportation Organisation) in Brabrand, westlichen Aarhus und Karup. Neben den unten aufgelisteten Flugplätzen unterhält die Flyvevåbnet Radarstationen unter dem Kommando der Kontroll- und Frühwarngruppe. Diese überwachen ständig den Luftraum über Dänemark und können zur unmittelbaren Abwehr und Luftverteidigung Jagdflugzeuge einsetzen und im Kriegsfall, auf Befehl des Luftwaffenführungskommandos, zusätzlich Flugabwehrraketen.

## Geschichte
Die Geschichte der dänischen Luftstreitkräfte begann als Teil der Landstreitkräfte mit der Gründung einer Heeresfliegerschule (Hærens Flyveskole) am 2. Juli 1912. Die Marine hatte bereits im November 1910 eine Aeronautische Abteilung aufgestellt und eröffnete im Januar 1913 ebenfalls eine Fliegerschule (Marinens Flyveskole) sowie im Jahresverlauf in Kløvermarken auf Amager die erste Seefliegerstation des Marineflugwesens (Marinens Flyvevæsen), der noch weitere folgten. Weiterhin wurde am 18. Oktober 1917 die Aufstellung des Heeresfliegerdienstes (Hærens Flyvertjeneste) durchgeführt, der am 1. Februar 1923 zum Heeresfliegerkorps (Hærens Flyverkorpset) umorganisiert wurde und aus dem schließlich am 1. November des Jahres die Heeresfliegertruppe (Hærens Flyvertropper) hervorging. Der Bestand an Luftfahrzeugen setzte sich bei Heer und Marine in den 1920er Jahren hauptsächlich aus französischen (Breguet 14), deutschen (Friedrichshafen FF 49 und Heinkel HE 8) und niederländischen (Fokker C.V) Typen zusammen. Später folgten das Jagdflugzeug L.B.II „Dankok“, eine auf der britischen Hawker Woodcock basierende Lizenzversion, und die niederländische Fokker D.XXI, ebenfalls ein dänischer Nachbau.
Bei Beginn des deutschen Überfalls auf Dänemark im April 1940 betrugen die Personalstärken von Heeres- und Marinefliegertruppe zusammen etwa 800 Mann. Den Großteil der Jagdfliegerkräfte bildeten 13 Gloster Gauntlet des Heeres sowie zwölf Hawker Nimrod der Marine, der Rest bestand aus zum Teil veralteten Fluggerät wie HE 8, C.V und de Havilland DH.82 Tiger Moth. Zudem wurde bei einem Bombenangriff des deutschen Zerstörergeschwaders 1 auf den nördlich von Kopenhagen befindlichen Flugplatz Værløse am Morgen des Angriffstages der größte Teil der dänischen Heeresflieger ausgeschaltet. Auch die Flugzeuge der Marineflieger wurden entweder am Boden zerstört oder erbeutet. Während der deutschen Besatzung wurden die dänischen Flugplätze aus- und neugebaut.
Nach Kriegsende unterstanden die wiederhergestellten fliegenden Verbände wie zuvor dem Heer und der Marine (Hærens Flyvertropper bzw. Marinens Flyvevæsen). Ihre Ausrüstung bestand insbesondere aus gebrauchten Supermarine Spitfire HF.IXE und PR.XI. Die beiden Verbände wurden am 27. Mai 1950 zur Flyvevåbnet verschmolzen, welche die Spitfire noch bis 1956 einsetzte. Als NATO-Mitglied setzte Dänemark im Kalten Krieg insbesondere Kampfflugzeuge der US-amerikanischen century series ein wie die North American F-100D und F und die Lockheed F-104G Starfighter, hinzu kamen schwedische Saab Draken. Dabei wurden die Maschinentypen F-100 und Saab Draken von der F-16 abgelöst, die F-100 Anfang der 1980er-Jahre – die Maschinen wurden in die Türkei verkauft – die Draken erst 1991.
Anfang der 1950er Jahre wurden bei den Luftstreitkräften als auch später beim Heer Hubschrauber eingeführt, wobei erstere diese Maschinen 1977 an die Marine abgab, die sie früher auch als Bordhubschrauber verwendete. Die ebenfalls in diesen Jahren beschafften Lockheed Hercules wurden 2004 durch die modernisierte Version Lockheed Martin C-130J Hercules ersetzt.
Bereits 1980 wurden die modernisierten General Dynamics F-16A/B in Dienst gestellt, Dänemark gehörte zusammen mit den Niederlanden, Belgien und Norwegen zu den ersten europäischen Nutzern dieses Musters. Die Anzahl der aktiven Maschinen, insgesamt wurden 77 beschafft, wurde jedoch nach dem Ende des Kalten Krieges zuerst auf 49 und dann auf 30 reduziert.
Beim ersten Kampfeinsatz der NATO, der Operation Allied Force im Kosovo 1999, kamen auch dänische Maschinen zum Einsatz. Im ersten Jahrzehnt des neuen Jahrtausends nahmen dänische Maschinen auch an Einsätzen in Afghanistan teil. Ein dänischer AW101 Merlin verunglückte dort im Oktober 2014 nahe dem Feldlager in Masar-e Scharif.
Seit Mitte der 2000er Jahre unterstehen mit Ausnahme der Bordhubschrauber alle Helikopter den Luftstreitkräften, der wichtigste Typ ist zukünftig die AgustaWestland AW101 Merlin. Als Nachfolger für die F-16 waren zunächst Maschinen des Typs Lockheed Martin F-35 vorgesehen, nachdem die Kosten des Programms allerdings immer weiter gestiegen waren, wurde die Beschaffung auf Eis gelegt. Im März 2013 wurde der Wettbewerb neu ausgeschrieben. Die Entscheidung über den gewählten Typ fiel 2016 zugunsten der F-35. Bis 2027 sollen 22 F-35 die 30 einsatzfähigen F-16 ersetzen. Ebenfalls Mitte der 2000er Jahre wurde die Luftwaffe in fünf Geschwader (Kampf-, Transport-, Hubschrauber-, Führungs- und Unterstützungwsgeschwader) gegliedert und in Ausbildung und Ausrüstung verstärkter Wert auf die Fähigkeit zu gemeinsamen Einsätzen mit anderen NATO-Staaten gelegt. 16 F-16 wurden für Einsätze im NATO-Verbund reserviert. Ebenfalls mit Blick auf NATO-Verpflichtungen wurden drei C-130H durch vier modernere Flugzeuge vom Typ C-130J und acht Sikorsky S-61 durch 14 EH-101 ersetzt.
Seit 2004 beteiligt sich Dänemark gemeinsam mit Belgien, den Niederlanden, Norwegen und Portugal am European Expeditionary Air Wing, das der NATO 30 Kampfflugzeuge und den Betrieb eines Luftwaffenstützpunkts zur Verfügung stellen kann. Diese Fähigkeiten werden in erster Linie im Air Policing Baltikum eingesetzt.
In der Rüstungsplanung bis 2023 ist neben der Beschaffung der F-35 die Ausstattung der EH-101 mit U-Jagd-Ausrüstung vorgesehen. Allerdings steht nach schlechter technischer Leistung der EH-101 in Afghanistan auch ein Austausch gegen ein anderes Modell zur Debatte.

## Ausrüstung
Die Ausrüstung der dänischen Luftwaffe bestand Mitte 2024 aus folgenden Luftfahrzeugen und Waffensystemen:

### Luftfahrzeuge
| F-16 Fighting Falcon            |  | Vereinigte Staaten               | Mehrzweckkampfflugzeug                           | Skrydstrup | F-16AM         | 30 |    | 24 Maschinen wurden an Argentinien verkauft, die restlichen 19 Maschinen werden der Ukraine übergeben. |
| F-35 Lightning II               |  | Vereinigte Staaten               | Mehrzweckkampfflugzeug                           |            | F-35A          | 4  | 27 | |
| Flugzeuge für Spezialmissionen  |  |                                  |                                                  |            |                |    |    | |
| Challenger 600                  |  | Kanada                           | Seefernaufklärer / VIP-Transport / SAR / MedEvac | Aalborg    | Challenger 604 | 4  |    | Eine Maschine ist dauerhaft auf Grönland stationiert und untersteht dem Arktiskommando. |
| Transportflugzeuge              |  |                                  |                                                  |            |                |    |    | |
| C-130 Hercules                  |  | Vereinigte Staaten               | Transportflugzeug                                | Aalborg    | C-130J         | 4  |    | |
| Schulflugzeuge                  |  |                                  |                                                  |            |                |    |    | |
| F-16 Fighting Falcon            |  | Vereinigte Staaten               | Schulflugzeug                                    | Skrydstrup | F-16BM         | 13 |    | 24 Maschinen wurden an Argentinien verkauft, die restlichen 19 Maschinen werden der Ukraine übergeben. |
| Saab Safari T17 Supporter       |  | Schweden                         | Schulflugzeug                                    |            | MFI-17         | 27 |    | |
| F-35 Lightning II               |  | Vereinigte Staaten               | Schulflugzeug                                    |            | F-35A          | 6  |    | Zur Ausbildung der dänischen Piloten auf der Luke Air Force Base in Arizona stationiert. |
| Pipistrel Velis Electro         |  | Slowenien                        | Schulflugzeug                                    |            |                | 2  |    | |
| Hubschrauber                    |  |                                  |                                                  |            |                |    |    | |
| AgustaWestland AW101            |  | Italien / Vereinigtes Königreich | Transporthubschrauber                            | Karup      |                | 14 |    | Werden als SAR- und taktische Truppentransporthubschrauber (TTT) eingesetzt. In Aalborg, Skrydstrup und Roskilde ist jeweils ein Rettungshubschrauber stationiert. Ein vierter kann von Bornholm aus eingesetzt werden. |
| H125 Écureuil                   |  | Frankreich                       | Mehrzweckhubschrauber                            | Karup      | H125MAS550     | 11 |    | Werden für leichte Transportaufgaben, zur Unterstützung der Polizei sowie zum Grenzschutz eingesetzt. |
| MH-60R Seahawk                  |  | Vereinigte Staaten               | Mehrzweckhubschrauber                            | Karup      | MH-60R         | 9  |    | Wird als Bordhubschrauber unter anderem für die U-Jagt eingesetzt. Von Grönland und den Färöer-Inseln aus werde die Maschinen für die Gewässerüberwachung und Seenotrettung genutzt.                                    |
| Radare                          |  |                                  |                                                  |            |                |    |    | |
| RAC 3D                          |  | Frankreich                       | Mobiles Kurzstreckenwarnradar                    |            |                | 4  |    | Wird zur Luftraumüberwachung, Vorwarnung und Leitung von Fliegerabwehrwaffen eingesetzt. |
| RAT-31 DL                       |  | Italien                          | Stationäres 3D-Langstreckenradar                 | Skagen     |                | 1  |    | Montiert auf einem 22 m hohen Radarturm in Skagen. |
| S-723                           |  | Vereinigtes Königreich           | Stationäres 3D-Langstreckenradar                 | Bornholm   |                | 1  |    | Montiert auf einem 20 m hohen Radarturm auf Bornholm. |
| Lockheed Martin AN/TPS-77       |  | Vereinigte Staaten               | Taktisches mobiles 3D-Langstreckenradar          |            |                | 2  |    | |
| Ground Master 200 Multi Mission |  | Niederlande                      | Taktisches mobiles 3D-Mittelstreckenradar        |            |                | 5  |    | |

### Waffensysteme
Luft-Luft-Raketen:
- AIM-9 L/X Sidewinder ()
- AIM-120 B AMRAAM ()

Bomben:
- GBU-24 Paveway III ()
- GBU-12 Paveway II ()
- GBU-31 JDAM ()

## Luftwaffenstützpunkte
Die fliegenden Verbände sind im Wesentlichen das Kampfgeschwader auf dem Militärflugplatz Skrydstrup, die Transportflieger in Aalborg und die Helikopter auf dem Stützpunkt in Karup. Alle drei Plätze befinden sich auf dem Festland Jütland.
- Flyvestation Aalborg, Region Nordjylland, Air Transport Wing Aalborg mit Eskadrille 721 (je eine Hercules und Challenger Flight) sowie einige T-17
- Flyvestation Karup, Region Midtjylland, Helikopter Wing Karup mit Eskadrille 722 (AW101), 723 (MH-60R Seahawk, Bordhubschrauber) und 724 (Fennec), der Flyveskolen (Flugschule, mit T-17)
- Flyvestation Skalstrup, Region Sjælland, Air Defence Wing (bodengebundene Flugabwehr) sowie ein SAR-Detachment der Eskadrille 722 (AW101)
- Flyvestation Skrydstrup, Region Syddanmark, Fighter Wing Skrydstrup mit den Fighter Squadrons 727 und 730 (F-16, F-35)

Die „Wiege“ der Luftstreitkräfte, die Flyvestation Værløse, ist heute stillgelegt.